# Ếch cỏ Bắc Á
Ếch cỏ Bắc Á (Rana chensinensis) là một loài ếch trong họ Ranidae.
Nó được tìm thấy ở Trung Quốc, Mông Cổ, có thể cả Triều Tiên, và có thể cả Nga.
Các môi trường sống tự nhiên của chúng là các khu rừng ôn hòa, sông, sông có nước theo mùa, đầm nước, hồ nước ngọt, đầm nước ngọt, đầm nước ngọt có nước theo mùa, đất canh tác, vùng đồng cỏ, và đất có tưới tiêu. Loài này đang bị đe dọa do mất môi trường sống. Tại Trung Quốc, loài ếch này thường bị săn lùng để làm thuốc và thực phẩm.